# FC Einheit Wernigerode
Der FC Einheit Wernigerode ist ein Fußballclub, der im Stadtteil Hasserode von Wernigerode beheimatet ist. Er ist nicht nur der bedeutendste Wernigeröder Fußballverein, sondern auch einer der größten Einsparten-Sportvereine der gesamten Region.

## Geschichtliche Entwicklung

### Betriebssportgemeinschaft Einheit

Logo der BSG Einheit

Als in den Jahren 1949 bis 1951 in der DDR das Sportwesen in Form von Betriebssportgemeinschaften (BSG) neu organisiert wurde, gründeten Sportler aus dem Wernigeröder Stadtteil Hasserode 1949 die BSG Einheit Wernigerode. Der Name „Einheit“ weist darauf hin, dass die Sportgemeinschaft unter der Trägerschaft der staatlichen Verwaltungseinrichtungen der Stadt stand. Die zunächst 170 Mitglieder hatten sich in den Sektionen Fußball, Handball, Tennis, Tischtennis, Turnen und Wintersport organisiert. Später kamen noch Sportarten wie Radsport, Schwimmen und Volleyball hinzu. Die Mitgliederzahl wuchs bis in die 1970er Jahre auf über 500 an.

### Fußball in der DDR
In der Öffentlichkeit wurde die BSG im Laufe der Zeit hauptsächlich durch ihre Fußballmannschaft wahrgenommen. Es dauerte 16 Jahre, ehe die BSG Einheit, die 1951 in der 2. Kreisklasse Wernigerode begonnen hatte, 1967 in die drittklassige Bezirksliga aufsteigen konnte. Davor konnte sie sich 1957 mit dem Titel des Kreispokalsiegers und 1962 mit dem des Bezirkspokalsiegers schmücken. 1975 wurde Einheit Magdeburger Bezirksmeister und qualifizierte sich damit für die zweitklassige DDR-Liga. Hier konnte sie sich in dem Zwölferfeld der Staffel C in der Saison 1975/76 als Neuling mit dem 6. Platz achtbar halten und kam ein Jahr später sogar auf Rang 3 ein. Danach hatte die Mannschaft offenbar den Zenit ihrer Leistungsfähigkeit erreicht, denn in den folgenden Jahren reichte es nur knapp zum Klassenerhalt (1978 8., 1979 7.). Als nach der Spielzeit 1979/80 nur der 10. Platz belegt werden konnte, bedeutete das den Abstieg zurück in die Bezirksliga. Der Mannschaft gelang jedoch der sofortige Wiederaufstieg, und danach konnte sie noch einmal für drei Spielzeiten in der zweithöchsten Liga antreten, bis sie 1984 der Reduzierung der DDR-Liga auf zwei Staffeln zum Opfer fiel. Der 8. Platz hatte für die Saison 1984/85 nicht ausgereicht, sodass der Weg zurück in die Bezirksliga angetreten werden musste. Dort verblieb Einheit Wernigerode bis zum Ende des DDR-Fußball-Spielbetriebes. Zwar wurde die Mannschaft in den Jahren 1988 und 1989 wieder Bezirksmeister, konnte sich aber in den Aufstiegsrunden nicht behaupten.

## Fußballclub Einheit

### Nachfolgevereine der BSG
Die Umbrüche der politischen und wirtschaftlichen Wende von 1989 führten u. a. zur Beilegung des Konzepts der Betriebssportgemeinschaften. Mit Wegfall von Förderung durch und Bindung zu den öffentlichen Behörden ging die Neugründung des nachfolgenden eingetragenen Vereins (e. V.) der BSG Einheit mit einem Namenswechsel zu Harzer Sportverein einher; doch Mitglieder der Abteilung Fußball gründeten 1990 den FC Einheit 1990 Wernigerode als eigenständigen e. V. Als die Aufnahme der Mitglieder des DFV in den Verband DFB absehbar war, wurde der FC Einheit in die neue Verbandsliga Sachsen-Anhalt eingegliedert, dies entsprach im Sommer 1990 der Ligaebene 3 und ein Jahr später in Folge der Einführung der Oberliga Nordost der Ligaebene 4. In der Verbandsliga erreichte der FC Einheit den 3. Platz in der Saison 1990/91 und in der Saison 1991/92 gewann er die Sachsen-Anhalt-Meisterschaft.
Nach zwei 11. Plätzen in der Oberliga Nordost, auf dritthöchster Ligaebene, fusionierte der Verein 1994 mit Germania Wernigerode (ehemals BSG Motor) zum 1. FC Wernigerode. Ebenfalls 1994 führte der DFB die Regionalliga als dritthöchste Liga ein, dadurch wurden die verbliebenen Oberligisten zu Vereinen auf vierthöchster Ligaebene. Der 1. FC stieg nach Ablauf der Spielzeit 1995/96 als Tabellendreizehnter in die damals fünftklassige Verbandsliga ab und belegte in den folgenden beiden Jahren jeweils den 5. Platz in der Verbandsliga.

### Neugründung 1998
Interne Unstimmigkeiten und die immer schlechter werdende finanzielle Lage führten dazu, dass am 6. Mai 1998 Spieler der dritten Mannschaft des 1. FC Wernigerode in der Gaststätte „Hasseröder Hof“ den FC Einheit Wernigerode neugründeten. Deshalb musste der neue Verein sportlich in der Kreisklasse Wernigerode beginnen. Parallel dazu war der 1. FC Wernigerode im Jahr 2002 durch Misswirtschaft und fehlende Akzeptanz in der Bevölkerung in derart große Finanzschwierigkeiten gekommen, dass er im Zuge eines Insolvenzverfahrens aufgelöst wurde. Der FC Einheit absolvierte innerhalb von vier Jahren einen Durchmarsch bis in die Landesliga. Im Jahr 2004 gelang der Aufstieg in die Verbandsliga Sachsen-Anhalt, die aber nicht gehalten werden konnte. Es folgte der sofortige Abstieg, erst in der Saison 2008/09 gelang der Wiederaufstieg in die Verbandsliga. Nach nur einem Jahr musste der Verein erneut in die Landesliga absteigen.
Im Jahr 2019 kehrte Einheit in die Verbandsliga zurück, inzwischen die sechsthöchste Spielklasse im deutschen Fußball, und gewann dort 2021 die Meisterschaft in der wegen der Covid-19-Pandemie abgebrochenen Saison. Dies bedeutete den Aufstieg in die fünftklassige Oberliga Nordost. Im Landespokal konnte Einheit in der Saison 2021/22 nach dem überraschenden Sieg über Regionalligist Germania Halberstadt auch sensationell den Drittligisten Hallescher FC mit 2:1 besiegen und zog so erstmals in das Landespokalfinale ein. Zwar wurde das Finale gegen den 1. FC Magdeburg mit 0:5 verloren. Da sich die Magdeburger bereits als 3.-Liga-Meister für den DFB-Pokal qualifiziert hatten, nahm der FC Einheit Wernigerode als Finalist ebenfalls am DFB-Pokal 2022/23 teil.
2023 konnte erneut das Finale des Landespokals erreicht werden, unter anderem auch durch einen 2:1-Sieg gegen den Regionalligisten Germania Halberstadt durch späte Tore in der 93. und 95. Minute. Im Finale traf man wieder auf den Halleschen FC. Durch ein frühes Tor in der 2. Minute verlor der FC Einheit knapp mit 0:1.
Seit 2025 ist Florian Mehr neuer Vereinstrainer.

## Stadion
Derzeit saniert der FC Einheit Schritt für Schritt sein Stadion. Dieses Stadion ist ein reines Fußballstadion mit einer Kapazität von rund 4000 Plätzen. Im September 2015 wurde der alte Asphalt-Wintertrainingsplatz durch einen neuen Kunstrasen-Trainingsplatz (Kleinfeld) ersetzt. Die 1976 errichtete überdachte Sitzplatztribüne musste im November 2016 abgerissen werden. Der Pachtvertrag für das Grundstück, auf dem die Tribüne teilweise stand, wurde gekündigt. Anfang Mai 2018 wurde der Grundstein für ein modernes Funktionsgebäude an der Rosa-Luxemburg-Straße gelegt. Der Rasenplatz bekam im Juni 2018 eine Drainage und wurde dafür grundlegend neu angelegt. Sämtliche Zuschauertraversen werden in diesem Zuge ebenfalls erneuert. Langfristig strebt der FC Einheit auch eine Sanierung einer zweiten Sportanlage „Alte Försterei“ an der Bielsteinchaussee an. Im Oktober 2024 förderte das Ministerium für Inneres und Sport Sachsen-Anhalt den Neubau eines Kunstrasenplatzes am Sportplatz Bielstein. Sportministerin Tamara Zieschang übergab den Fördermittelbescheid in Höhe von 500.000 €, womit das  Land Sachsen-Anhalt knapp die Hälfte der Gesamtkosten übernimmt. Der neue Kunstrasenplatz mit einer modernen LED‑Flutlichtanlage soll die bestehende Sportanlage für fast 400 Vereinsmitglieder, darunter mehr als 130 Kinder und Jugendliche, erheblich aufwerten.

## Personen
Ihre besten Zeiten erlebten die Einheit-Fußballer in den 1970er und 1980er Jahren. Während dieser Zeit durchliefen Spieler die Mannschaft, die vorher oder später zur Elite des DDR-Fußballs gehörten oder mindestens in der Oberliga spielten.
- Joachim Bilsing spielte bei Rot-Weiß Erfurt in der Oberliga (23 Einsätze), danach 1981 bis 1984 für Wernigerode in der DDR-Liga
- Ulrich Deparade kam vor seiner Zeit in Wernigerode als Spieler des HFC Chemie zu mehreren Einsätzen in der DDR-Junioren-Auswahl.
- Werner Drews spielte von 1976 bis 1980 bei Einheit, ging danach zu Stahl Riesa, wo er auf 15 Oberligaeinsätze kam.
- Hans-Bert Matoul spielte von 1965 bis 1974 158 Mal in der Oberliga für BSG Chemie Leipzig und 1. FC Lokomotive Leipzig und war dreimaliger Nationalspieler, ehe er von 1974 bis 1980 für Einheit Wernigerode spielte. Später war er hier Trainer.
- Nils Petersen erlernte in Wernigerode in den Jahren 1993 bis 2001 das Fußball-ABC. Von 2015 bis 2023 spielte er beim SC Freiburg.
- Dietmar „Kutte“ Schütze war bis 1982 bei der BSG Einheit, wechselte dann zum BFC Dynamo und spielte dort dreimal in der Oberliga und kam zu Beginn der 1990er Jahre wieder zurück zu Einheit.
- Miriam Schwermer leitet Spiele in der Frauen-Bundesliga und war Schiedsrichterin des DFB-Pokalendspiels der Frauen 2024
- Axel Tyll kam 1983 vom 1. FC Magdeburg, wo er 233 Oberligaspiele absolviert hatte. Der vierfache Nationalspieler spielte noch bis 1988 bei Einheit.

## Erfolge
- Landesmeister 1992, 2021
- Bezirksmeister 1975, 1981, 1988, 1989
- 8 Saisons in der DDR-Liga 1975–1980, 1981–1984
- Ewige Tabelle der DDR-Liga Platz 78
- Finalist des Sachsen-Anhalt-Pokals 2022, 2023
- Bezirkspokalsieger 1962